# Zelenodolsk (Russie)
Pour les articles homonymes, voir Zelenodolsk.
Zelenodolsk (en russe : Зеленодольск ; en tatar : Яшел Үзән, Yäşel Üzän) est une ville de la république du Tatarstan, en Russie. Sa population s'élevait à 99 235 habitants en 2017.

## Géographie

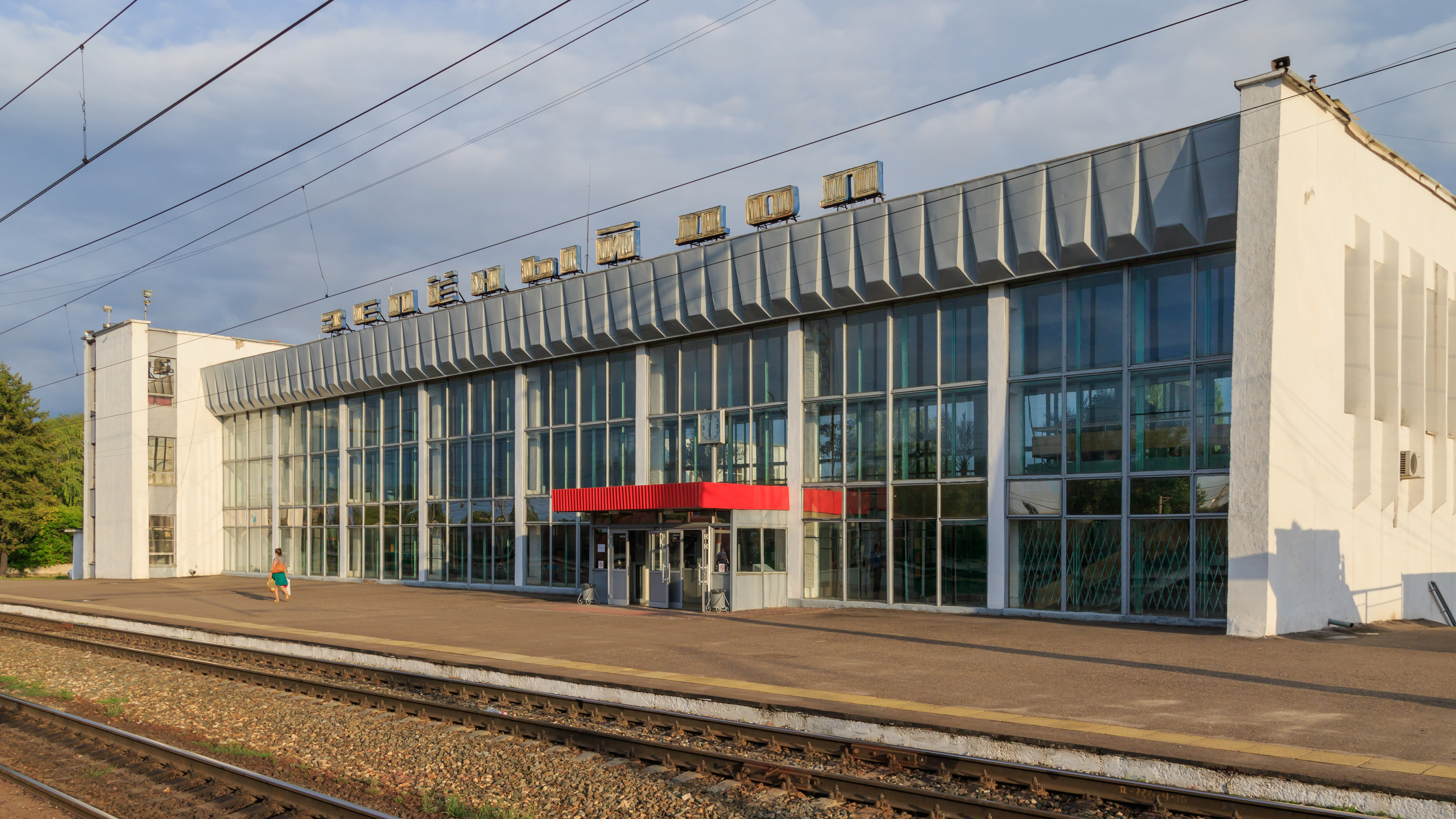
Gare de Zeleny Dol.

Zelenodolsk est située sur la rive gauche de la Volga, à 34 km à l'ouest de Kazan et à 683 km à l'est de Moscou ; avec comme gare principale Yäşel Üzän ou Zeleny Dol des Chemins de fer Gorki.

## Histoire
En raison de sa situation sur la Volga, Zelenodolsk est un centre important de transport pour le Tatarstan.
On y trouve d'importants chantiers de construction navale créés en 1895 ayant porté le nom de chantier naval Maxime Gorki. Pendant la guerre froide, Zelenodolsk était une base secrète de développement pour des vaisseaux de guerre. Ils sont en 2018 parmi les plus dynamiques de Russie.

## Population
Recensements (*) ou estimations de la population
| 1897* | 1931  | 1939*  | 1959*  | 1970*  | 1979*  | 1989*  |
| ----- | ----- | ------ | ------ | ------ | ------ | ------ |
| 1 090 | 7 300 | 30 230 | 60 472 | 76 961 | 84 504 | 94 079 |

| 2002*   | 2010*  | 2013   | 2014   | 2015   | 2016   | 2017   |
| ------- | ------ | ------ | ------ | ------ | ------ | ------ |
| 100 139 | 97 674 | 97 929 | 98 120 | 98 462 | 98 763 | 99 235 |

## Personnalités
- L'artiste peintre Constantin Vassiliev (en) a vécu à Zelenodolsk de 1949 à 1976.
- Dina Garipova (1991-), chanteuse ayant remporté la version russe de The Voice et ayant représenté la Russie au concours Eurovision de la chanson 2013 à Malmö, est née à Zelenodolsk.